# 2001年バスク自治州議会選挙
2001年バスク自治州議会選挙は、2001年5月13日にスペインのバスク州で実施された第7回バスク自治州議会（カスティーリャ語：Parlamento Vasco、バスク語：Eusko Legebiltzarra）議員を選出する選挙で75議席が改選された。バスクの独立を目指すETA擁するエリ・バタスナ（HB、バタスナの前身）が大敗し、スペインにおけるETAによるテロ行為が深刻化したきっかけとなった選挙である。

## 概要
本選挙においてはバスク統一左翼（EB-B、統一左翼の地域政党）が存在感を大きくアピールし、新しく就任したリーダーのハビエル・マドラソの民族主義活動によってエリ・バタスナへと流れる票の取り込みに成功した。この結果を受けカタルーニャ州首相ジョルディ・プジョールは本選挙を「反民族主義十字軍の敗北」と題して「選挙においてバスク市民は民族主義を批判するマスコミを拒絶する立場を明確に示した事は特筆に価する。2003年のカタルーニャでの選挙においても同様の結果を期待する」とコメントした。
ETAはこの選挙結果を受け、アスナール政権に対し「平和的解決の道は閉ざされた」として2001年7月以降のテロ行為標的の拡大を宣言。自治体議員、ジャーナリストに加えて観光客へも行う事を決定し、スペイン南部におけるテロ活動が活発化している。この結果、EU内において反テロ対策高レベル委員会が設置される運びとなった。

## 選挙結果
| 有権者数   | 1,813,356 |
| 投票者数   | 1,431,966 |
| 投票率     | 78.97%    |
| 無効票     | 6,129     |
| 白票       | 11,508    |
| 有効得票数 | 1,414,269 |

| 党派                                           | 得票数  | 得票率 | 議席数 | 増減 |
| ---------------------------------------------- | ------- | ------ | ------ | ---- |
| バスク民族主義党（EAJ-PNV）・バスク連帯（EA）  | 604,222 | 42.77% | 33     | +6   |
| バスク国民党（Partido Popular del País Vasco） | 326,933 | 23.12% | 19     | +1   |
| バスク社会党(PSE-EE)                           | 253,195 | 17.90% | 13     | -1   |
| エリ・バタスナ（HB）                           | 143,139 | 10.12% | 7      | -7   |
| バスク統一左翼（EB-B)                          | 78,862  | 5.58%  | 3      | +1   |

出典：Resultados electorales: PARLAMENTO VASCO 2001（2012年5月21日閲覧）。議席を獲得できなかった5政党については省略。